# Max Headroom
Pour l’article homonyme, voir Max Headroom (personnage).
Max Headroom est une série télévisée américaine en 14 épisodes de 47 minutes, créée par Peter Waag et diffusée entre le 30 mars 1987 et le 5 mai 1988 sur le réseau ABC.
En France, la série a été diffusée à partir du 4 février 1988 sur Canal+. Rediffusion sur TF1 dans La Une est à vous. Diffusion en version originale sous-titrée en 2001 sur Série Club.

## Synopsis
Dans un futur où l'on distribue gratuitement des postes de télévision qu'il est illégal d'éteindre, Edison Carter, journaliste vedette de Canal 23, découvre, à la suite d'un accident, son double virtuel Max Headroom. Tous deux vont se lancer dans la dénonciation d'un système audiovisuel tyrannique.

## Distribution
- Matt Frewer : Max Headroom/Edison Carter (VF : Bernard Tiphaine)
- Amanda Pays : Theora Jones
- Jeffrey Tambor : Murray
- George Coe : Ben Cheviot (1987)
- Chris Young : Bryce Lynch (VF : Luq Hamet)
- William Morgan Sheppard : Blank Reg

## Récompenses
- Emmy Award 1987 : Meilleure direction artistique pour l'épisode La Publicité subjective (Blipverts)
- Emmy Award 1987 : Meilleur montage sonore pour l'épisode La Publicité subjective (Blipverts)
- Emmy Award 1987 : Meilleur mixage sonore pour l'épisode La Publicité subjective (Blipverts)

## Épisodes

### Première saison (1987)
1. La Publicité subjective (Blipverts)
2. Le Grand Cirque (Rakers)
3. La Banque des corps (Body Banks)
4. Systèmes de sécurité (Security Systems)
5. La Guerre des indices (War)
6. Les Blancs (The Blanks)

### Deuxième saison (1987-1988)
1. L'École (Academy)
2. L'Église (Deities)
3. Le Retour de Grossberg (Grossberg's Return)
4. Rêves mortels (Dream Thieves)
5. L'Émission choc (Whacketts)
6. Informaticomania/Bracelets fantasmatiques (Neurostim)
7. Les Grandes leçons/La censure (Lessons)
8. Trafic de bébés (Baby Grobags)

## Téléfilm
- 1985 : Max Headroom: 20 Minutes Into the Future (diffusé en VO sous-titrée pendant l'émission La Nuit la plus short sur Canal +)

## Commentaires
- Max Headroom tire son nom du panneau de signalisation Maximum Headroom 2.3m (hauteur maximum 2,30 m), que le journaliste Edison Carter percute lors d'un accident de moto, en enquêtant dans le premier épisode. À l'origine, Max Headroom était un personnage présentant des vidéo clips sur la chaîne britannique Channel 4. La chaîne a par ailleurs produit un téléfilm intitulé 20 Minutes into the Future dans lequel la genèse du personnage était racontée. La chaîne ABC décida alors d'en faire une série télévisée (en re-filmant intégralement le premier épisode) qui dura deux demi-saisons.

- Coca-Cola l'utilisera dans une de ses publicités pour le lancement du New Coke (une recette modifiée qui fut un fiasco et précipita peut-être la fin du personnage de Max Headroom). Il apparaîtra également dans les pages du magazine Playboy et dans le vidéo-clip Paranoimia du groupe Art of Noise.
- L'émission est parodiée lors d'un piratage des signaux télévisés de deux chaînes de Chicago en 1987, connu sous le nom d'Incident Max Headroom.
- Le rappeur Eminem y fait aussi référence dans son clip Rap God sorti le 27 novembre 2013.
- En 2017, le groupe britannique Muse rend hommage au personnage en habillant le leader comme le personnage principal de la série dans le clip Dig Down.
- Le personnage apparaît dans le film Pixels en tant que représentant des extra-terrestres.
- Donna Haraway mentionne le personnage dans son célèbre article "Situated Knowledges: The Science Question in Feminism and the Privilege of Partial Perspective"[1] paru en 1988 dans le journal Feminist Studies, afin d'illustrer son propos sur les savoirs situés.